# Britská invaze
Britská invaze (anglicky the British Invasion) je pojem, který se v hudebním světě používá pro náhlý a explozivní úspěch britské hudby v USA v polovině 60. let 20. století (zejména v letech 1964–1967), hlavně beatu a popu.

## Pozadí

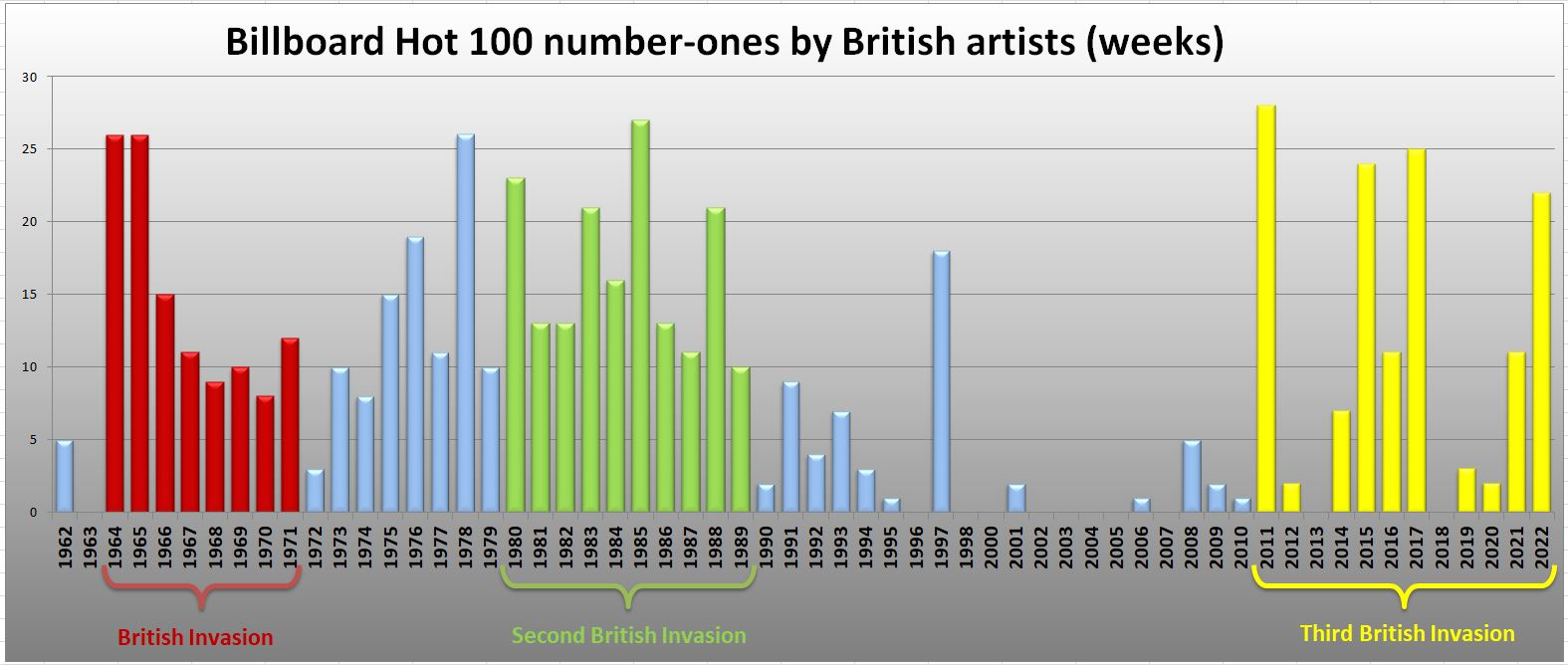
Graf britských hitů č.1 v Billboard top 100, podle týdnů

U zrodu této „invaze“ stál nový beat boom ve Velké Británii započatý hudebními skupinami, jež v Liverpoolu a okolních městech hrály stylem Merseybeat, a pokračující pak zejména nově vznikajícími skupinami v Londýně. Dnes legendárním se stalo vystoupení Beatles v programu Ed Sullivan Show dne 9. února 1964 před 73 miliony diváků, po němž následovaly další úspěchy britské rockové hudby. Již v dubnu 1964 figurovali Beatles na prvních pěti místech amerického žebříčku.

## Seznam skupin a zpěváků
Seznam britských skupin a zpěváků, kteří v letech 1964–1966 získali první místo na americkém žebříčku:
- The Animals
- The Beatles
- Peter and Gordon
- Cilla Black
- The Dave Clark Five
- Petula Clark
- Donovan
- Wayne Fontana and the Mindbenders
- Freddie and the Dreamers
- Herman's Hermits
- Manfred Mann
- The New Vaudeville Band
- The Rolling Stones
- The Troggs

Listina britských skupin a zpěváků, kteří se v letech 1964–1966 dostali mezi 10 nejlepších na americkém žebříčku:
- Shirley Bassey
- Chad and Jeremy
- Marianne Faithfull
- Gerry and the Pacemakers
- The Hollies
- The Honeycombs
- The Kinks
- The Mindbenders
- The Searchers
- The Spencer Davis Group
- The Yardbirds
- The Zombies